# Rhacophorus dennysi
Espèce
Synonymes
- Rhacophorus exiguus Boettger, 1894
- Hyla albotaeniata Vogt, 1927
- Polypedates feyi Chen, 1929

Statut de conservation UICN

 LC  : Préoccupation mineure
Rhacophorus dennysi est une espèce d'amphibiens de la famille des Rhacophoridae.

## Répartition
Cette espèce se rencontre jusqu'à 1 500 m d'altitude :
- en Birmanie ;
- dans le sud de la République populaire de Chine ;
- au Laos ;
- au Viêt Nam.

## Étymologie
Cette espèce est nommée en l'honneur de Nicholas Belfield Dennys.

## Publication originale
- Blanford, 1881 : On a collection of reptiles and frogs chiefly from Singapore. Proceedings of the Zoological Society of London, vol. 1881, p. 215-226 (texte intégral).